# Кіцманський район
Кі́цманський райо́н — колишній район Чернівецької області України. Адміністративний центр — місто Кіцмань. Утворений 11 листопада 1940 року. Населення становить 68362 осіб (2019).

## Географія
Район розташований у північно-західній частині лісостепової зони області. Межує з Вижницьким, Заставнівським, Сторожинецьким районами Чернівецької області, містом Чернівці, Снятинським і Городенківським районами Івано-Франківської області.

## Історія

### Київська Русь
Понад чотири століття Кіцманщина входила до складу давньоруської держави у X — XII століттях була форпостом Київської Русі на її південно-західному кордоні, до середини XIV століття належала Галицькому, а пізніше — Галицько-Волинському князівству.

### Молдавське князівство та Османська імперія
З середини XIV до другої половини XVII століть Північна Буковина перебувала у складі Молдовського князівства, потім край підпав під владу Османської імперії.
Кіцманщина була свідком безперервних загарбницьких воєн між Молдовою і Польщею. Від цього передусім найбільш потерпало населення краю, оскільки він був на кордоні між двома державами, що ворогували.

### Австрія
У 1774–1918 роках Буковина була під владою Габсбурзької монархії. В перші роки XX століття посилився страйковий рух на Кіцманщині. У травні-липні страйкували селяни Кіцманя, Оршівців, Валяви.
1908 року в Кіцмані з'явилися організовані об'єднання профспілкового типу, які боролися за поліпшення умов праці і життя селян.

### Румунія
У 1918—1940 роках Буковина перебувала у складі Румунського королівства. Одним із перших актів нової влади була надання продовольчої допомоги для Північної Буковини. Почали відкривати раніше закриті школи у Кіцмані, Іванківцях, П'ядиківцях, Лужанах, Неполоківцях.

### Радянський період
28 червня 1940 року окупаційні радянські війська увійшли в Північну Буковину. З цієї нагоди у Кіцмані відбувся багатолюдний мітинг. Включення Північної Буковини до складу УРСР було подією великої історичної ваги, оскільки вперше за багато століть буковинці з'єдналися в межах однієї державної структури.
3 листопада 1940 року Кіцмань став районним центром Чернівецької області.
1941 року почалася Німецько-радянська війна. 8 липня 1941 року в Кіцмань вступив каральний загін СС на чолі з майором Гессом, а за ним батальйон румунських солдат. Проте і в умовах нацистського режиму жителі Кіцманщини продовжували боротьбу: відмовлялися платити податки, ховали хліб, ухилялись від роботи.
28 березня 1944 року в місто увійшли воїни 45 танкової бригади полковника М. В. Моргунова, які переслідували ворога в напрямі Чернівців.

## Адміністративний устрій
Район адміністративно-територіально поділяється на 1 міську раду, 2 селищні ради та 26 сільських рад, які об'єднують 46 населених пунктів та підпорядковані Кіцманській районній раді.

## Природно-заповідний фонд Кіцманського району

### Регіональні ландшафтні парки
Чернівецький (частина).

### Ботанічні заказники
Мальовнича діброва.

### Іхтіологічні заказники
Глиницький, Неполоківецький.

### Ландшафтні заказники
Совицький рів, Совицькі болота (частина, загальнодержавного значення), Цецино (частина, загальнодержавного значення).

### Орнітологічні заказники
Кліводинський, Чорторийський.

### Ботанічні пам'ятки природи
Вікові дуби, Два велетні, Дубово-букова ділянка, Ревнянський дуб, Реліктові дуби.

### Гідрологічні пам'ятки природи
Брусницька мінеральна-3, Брусницька мінеральна-31, Брусницька мінеральна-31д, Брусницька мінеральна-33д, Брусницька мінеральна-508, Брусницька мінеральна-509, Брусницька мінеральна-514, Брусницька мінеральна-515, Брусницька мінеральна-516, Оршовецька мінеральна, Цілюще джерело.

### Карстово-спелеологічні пам'ятки природи
Совицькі понори.

### Комплексні пам'ятки природи
Борівецька (загальнодержавного значення).

### Заповідні урочища
Буковий праліс, Ринва.

### Дендрологічні парки
Киселівський («Гайдейка»), Нижньостанівецький.

### Парки-пам'ятки садово-паркового мистецтва
Брусницький, Лужанський, Оршовецький, Чорторийський.

## Економіка
Сьогодні Кіцманський район — район високоінтенсивного сільського господарства, головний напрям якого — виробництво цукрового буряка, озимої пшениці, м'ясо-молочне тваринництво. Розвинуто також свинарство і птахівництво.
У районі є 45 с/г підприємств, 149 фермерських господарств.
На території району розміщено 10 промислових підприємств, зокрема в державній формі власності — 3.

## Транспорт
Територією району проходить автошлях E85.

## Населення
Розподіл населення за віком та статтю (2001):
| Стать | Всього | До 15 років | 15-24 | 25-44  | 45-64 | 65-85 | Понад 85 |
| --- | ------ | ----------- | ----- | ------ | ----- | ----- | -------- |
| Чоловіки | 33 848 | 6883        | 5249  | 10 288 | 7385  | 3885  | 158      |
| Жінки | 39 035 | 6596        | 5230  | 10 240 | 9037  | 7359  | 573      |
| \| Статево-вікова піраміда \| Статево-вікова піраміда \| Статево-вікова піраміда \| \| ----------------------- \| ----------------------- \| ----------------------- \| \| Чоловіки \| Вік \| Жінки \| \| 158 \| 85 + \| 573 \| \| 339 \| 80-84 \| 887 \| \| 738 \| 75-79 \| 1896 \| \| 1327 \| 70-74 \| 2172 \| \| 1481 \| 65-69 \| 2404 \| \| 1659 \| 60-64 \| 2403 \| \| 1433 \| 55-59 \| 1957 \| \| 2004 \| 50-54 \| 2318 \| \| 2289 \| 45-49 \| 2359 \| \| 2721 \| 40-44 \| 2809 \| \| 2558 \| 35-39 \| 2457 \| \| 2475 \| 30-34 \| 2456 \| \| 2534 \| 25-29 \| 2518 \| \| 2595 \| 20-24 \| 2563 \| \| 2654 \| 15-20 \| 2667 \| \| 2689 \| 10-14 \| 2617 \| \| 2347 \| 5-9 \| 2170 \| \| 1847 \| 0-4 \| 1809 \| |        |             |       |        |       |       |          |
| Статево-вікова піраміда |        |             |       |        |       |       |          |
| Чоловіки | Вік    | Жінки       |       |        |       |       |          |
| 158 | 85 +   | 573         |       |        |       |       |          |
| 339 | 80-84  | 887         |       |        |       |       |          |
| 738 | 75-79  | 1896        |       |        |       |       |          |
| 1327 | 70-74  | 2172        |       |        |       |       |          |
| 1481 | 65-69  | 2404        |       |        |       |       |          |
| 1659 | 60-64  | 2403        |       |        |       |       |          |
| 1433 | 55-59  | 1957        |       |        |       |       |          |
| 2004 | 50-54  | 2318        |       |        |       |       |          |
| 2289 | 45-49  | 2359        |       |        |       |       |          |
| 2721 | 40-44  | 2809        |       |        |       |       |          |
| 2558 | 35-39  | 2457        |       |        |       |       |          |
| 2475 | 30-34  | 2456        |       |        |       |       |          |
| 2534 | 25-29  | 2518        |       |        |       |       |          |
| 2595 | 20-24  | 2563        |       |        |       |       |          |
| 2654 | 15-20  | 2667        |       |        |       |       |          |
| 2689 | 10-14  | 2617        |       |        |       |       |          |
| 2347 | 5-9    | 2170        |       |        |       |       |          |
| 1847 | 0-4    | 1809        |       |        |       |       |          |

Національний склад населення за даними перепису 2001 року:
| Національність | Кількість осіб | Відсоток |
| -------------- | -------------- | -------- |
| українці       | 71805          | 98,52 %  |
| росіяни        | 674            | 0,92 %   |
| румуни         | 116            | 0,16 %   |
| молдовани      | 88             | 0,12 %   |
| білоруси       | 55             | 0,08 %   |
| інші           | 146            | 0,20 %   |

Мовний склад населення за даними перепису 2001 року:
| Мова       | Кількість осіб | Відсоток |
| ---------- | -------------- | -------- |
| українська | 72030          | 98,83 %  |
| російська  | 654            | 0,90 %   |
| молдовська | 56             | 0,08 %   |
| румунська  | 55             | 0,08 %   |
| білоруська | 26             | 0,04 %   |
| інші       | 69             | 0,09 %   |

## Політика
25 травня 2014 року відбулися Президентські вибори України. У межах Кіцманського району була створена 51 виборча дільниця. Явка на виборах складала — 70,59 % (проголосували 39 304 із 55 680 виборців). Найбільшу кількість голосів отримав Петро Порошенко — 56,98 % (22 396 виборців); Юлія Тимошенко — 20,75 % (8 156 виборців), Олег Ляшко — 12,58 % (4 945 виборців), Анатолій Гриценко — 2,57 % (1 011 виборців). Решта кандидатів набрали меншу кількість голосів. Кількість недійсних або зіпсованих бюлетенів — 0,94 %.

## Медицина
У районі функціонує 3 лікарні, 8 амбулаторій, 33 ФАПи.

## Освіта
На Кіцманщині є 19 середніх, 13 неповних середніх та 10 початкових шкіл. Поряд із загальноосвітніми школами діють 10 дошкільних установ та 2 дитячі будинки.

## Культура
До послуг жителів району 40 клубів і будинків культури, 42 бібліотеки, 5 мистецьких шкіл та 5 їхніх філій. 20 колективів носять звання «народний аматорський».
Виходить газета «Вільне життя».